# 光照镇
光照镇，是中华人民共和国贵州省黔西南布依族苗族自治州晴隆县下辖的一个乡镇级行政单位。

## 行政区划
光照镇下辖以下地区：
凉水村、东方红村、规模村、野麦冲村、孟寨村、新益村和者布村。